# Cal Garseta
Cal Garseta és un habitatge a la vila de Sanaüja (la Segarra). És un habitatge compost per dos cossos de planta quadrangular, no sabem si d'una mateixa casa o a causa de l'annexió d'un segon edifici. Està realitzat amb paredat i arrebossat superior, amb coberta a dues aigües, estructurat amb planta baixa, pis i golfes.
El primer cos de la façana principal, més estret que el segon i situat a l'esquerra, presenta una porta amb els brancals decorats amb motius vegetals que correspon a l'antic aparador de la botiga que hi va haver fins a mitjan anys vuitanta. A la primera planta trobem un balcó sense cap mena de decoració, amb una finestra a l'altura de les golfes.

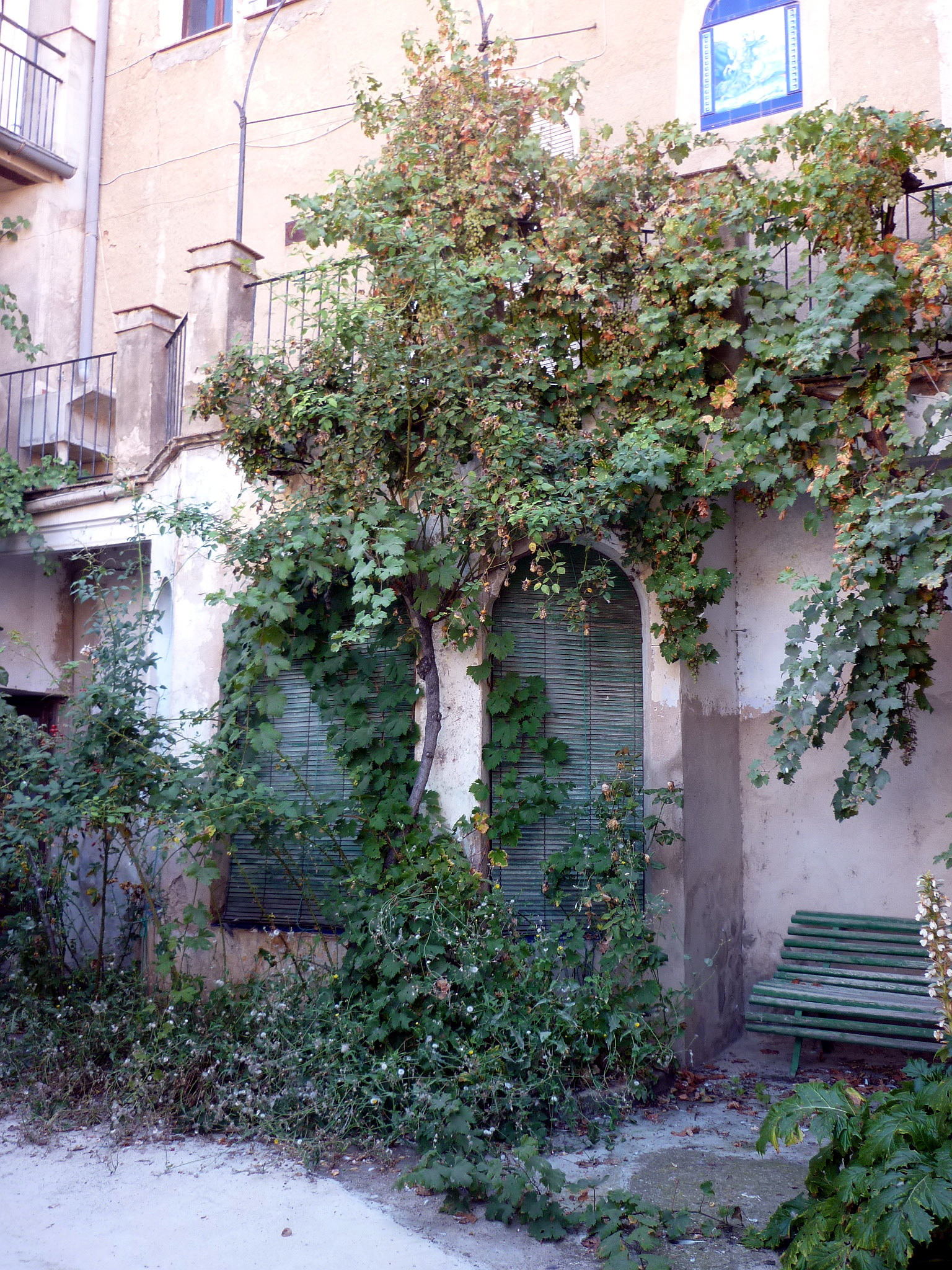
Façana posterior

El segon cos de la façana principal, és més homogeni i correspon a la primitiva façana de la casa senyorial. A la planta baixa, situada a la dreta, hi trobem la porta principal, de petites dimensions, coronada per un arc escarser, acompanyada a la seva esquerra per dos finestrals de grans dimensions també d'arc escarser i amb represa de rajola vermella. Al primer pis, trobem dos finestrals, un a cada extrem de la façana, també coronats amb arc escarser i amb la presència d'una estructura a la part inferior, feta d'obra, que podria utilitzar-se com a jardinera, les quals flanquegen un balcó central amb barana de ferro forjat. A la segona planta o golfes, trobem una petita finestra d'arc escarser a la dreta i un tram de finestres unitàries a l'esquerra amb una cornisa inferior motllurada realitzada amb maó que sobresurt del pla de la façana, i emmarcada a banda i banda per pilastres amb motllura superior.
La façana posterior està envoltada per un pati tancat per un reixat. La planta baixa presenta una tribuna de tres finestrals, donant accés al pati. A la primera planta trobem una balconada que ressegueix el llarg de la façana, amb dues obertures amb arc de mig punt que hi donen accés. A la segona planta destaquen tres finestres, situades a la dreta, d'arc ogival agut, acompanyades per dues obertures més a l'esquerra.
També cal destacar el plafó de rajoles de ceràmica blava amb la representació de Sant Jordi matant el drac.
Cal Garseta, no és es el nom original ni la família. La torre Sant Jordi de Sanaüja, edificada a l'entorn del 1918, feta per la família Chalaux, Durán als anys 1930 fou convertit en Hotel torra Sant Jordi, regentat per la sra Carme Forns Vidal Seguí sra Chalaux, el seu ex marit el senyor Eduard Chalaux Garriga-Nogues, propietari de l'immoble el va vendre a la família Porta, i aquest molt més tard a la Garseta. Per tan la torre històrica fou can Chalaux hi fou aquesta família qui va fer l'edifici.